# Daniel Killer
Daniel Pedro Killer (født 21. december 1949 i Rosario, Argentina) er en tidligere argentinsk fodboldspiller (forsvarer).
Han spillede hovedsageligt hos Rosario Central med kortere ophold hos blandt andet Racing Club, Newell's Old Boys og Vélez Sársfield.
Killer var desuden en del af den argentinske trup der vandt guld ved VM i 1978 på hjemmebane. Han var dog ikke på banen under turneringen. Han nåede i alt at spille 22 landskampe og score tre mål. Han deltog også ved Copa América i 1975.

## Titler
Primera División Argentina
- 1971 (Nacional) og 1973 (Nacional) med Rosario Central

VM
- 1978 med Argentina